# Angloamerika
Angloamerika je termin koji se koristi za označavanje onih dijelova Amerike u kojima je glavni jezik engleski ili koje imaju značajne povijesne, lingvističke i kulturne veze s Engleskom ili Britanskim otocima. Alternativno, Angloamerika je američki dio Anglosfere.
U Angloameriku se gotovo isključivo ubrajaju Sjedinjene Države i Kanada, tj. zemlje koje tvore sjeverni dio Sjeverne Amerike. Belize, Panama, Gvajana (ili Gvajane), Jamajka i nekoliko karipskih država uključene su u šire značenje Angloamerike unatoč svojoj blizini ili smještaju u Južnoj Americi (usporedi s Latinskom Amerikom). Kada se govori o ovoj široj grupi ponekad se koristi termin Anglofonska Amerika.
Nasuprot tome, pridjev angloamerički koristi se u sljedećim pogledima:
- Može se koristiti za obilježavanje kulturne sfere koju dijele Engleska, Sjedinjene Države i ponekad Engleska Kanada. Na primjer, "angloamerička je kultura različita od francuske kulture." Politički vođe poput Sir Winstona Churchilla, Franklina Roosevelta i Ronalda Reagana upotrebljavali su termin tijekom povijesti u razmatranju "prostornog odnosa" između Sjedinjenih Država i Engleske.

- Može se koristiti za opisivanje odnosa između Ujedinjenog Kraljevstva (ili specifično Engleske) s jedne strane i Amerike, posebice Sjedinjenih Država, s druge strane. Na primjer, "angloamerički odnosi su bili napeti prije američko-britanskog rata iz 1812."

Kao imenica, Angloamerikanac može označavati osobu iz Amerike koja govori engleskim. Ova se uporaba najčešće javlja u razgovoru o povijesti ljudi koji su govorili engleskim u Sjedinjenim Državama i ograničen broj ljudi koji su govorili španjolskim u zapadnom SAD-u tijekom američko-meksičkog rata. Ova uporaba općenito zanemaruje razlike između ljudi engleskog, njemačkog, irskog ili nekog drugog sjevernoeuropskog podrijetla, te obuhvaća većinu bijelaca u Sjedinjenim Državama koji govore engleskim.
Angloamerika je nekada bila obećana zemlja za siromašno stanovništvo tadašnje Europe. Gradile su se ceste i željeznice, radilo se u rudnicima i tvornicama, a za to je bila potrebna jeftina radna snaga. Ali danas više nije tako jer je doseljavanje ograničeno u kvotama, a traže se visokoobrazovani stručnjaci. Unutarameričko kretanje novi je tip kretanja, a ima samo jedan smjer: Latinska Amerika-Angloamerika. Meksiko, Kuba i otoci Antila područja su s kojih stanovnici odlaze u SAD ili Kanadu, zbog ekonomskih, ali i političkih razloga. Stoga je i španjolski jezik u nekim dijelovima Angloamerike, uz engleski, postao gotovo i službeni jezik.

## Više informacija
- Amerika (terminologija)
- Angloamerički odnosi
- Anglo
- Anglosaksonci
- Anglokatolicizam
- Anglo-Irci
- Anglo-Normani
- Engleski Amerikanci